# Little League World Series 2010/Qualifikation
Die Qualifikation zu den Little League World Series 2010 fanden zwischen Juni und August 2010 statt. (→ Ergebnisse)
Die Little League Baseball World Series sind das größte Sportturnier im Baseball für unter 12-jährige Knaben aus der ganzen Welt. Die Qualifikation wird aufgeteilt in acht Regionen in den Vereinigten Staaten und acht internationalen Regionen ausgetragen.

## Vereinigte Staaten

### Große Seen
Das Turnier fand vom 6. bis 14. August 2010 in Indianapolis statt.

#### Vorrunde
| Platz | Stadt       | Mannschaft         | W-L |
| ----- | ----------- | ------------------ | --- |
| 1.    | Hamilton    | West Side          | 3–1 |
| 2.    | Moline      | Moline National    | 3–1 |
| 3.    | Burlington  | Burlington         | 2–2 |
| 4.    | Terre Haute | Terre Haute North  | 2–2 |
| 5.    | Owensboro   | Owensboro Southern | 1–3 |
| 6.    | Richmond    | Richmond           | 1–3 |

| Datum     | Zeit  | Stadion        | Begegnung | Begegnung | Begegnung | Ergebnis |
| --------- | ----- | -------------- | --------- | --------- | --------- | -------- |
| 6. August | 12:00 | Ferguson Field | Illinois  | –         | Michigan  | 7:4      |
| 6. August | 13:00 | Stokely Field  | Ohio      | –         | Kentucky  | 9:1      |
| 6. August | 19:30 | Stokely Field  | Wisconsin | –         | Indiana   | 5:4      |
| 7. August | 14:00 | Ferguson Field | Illinois  | –         | Ohio      | 3:18     |
| 7. August | 16:00 | Stokely Field  | Indiana   | –         | Kentucky  | 12:5     |
| 7. August | 19:00 | Stokely Field  | Wisconsin | –         | Michigan  | 13:1     |
| 8. August | 13:00 | Stokely Field  | Illinois  | –         | Wisconsin | 7:0      |
| 8. August | 14:00 | Ferguson Field | Kentucky  | –         | Michigan  | 9:8      |
| 8. August | 16:00 | Stokely Field  | Indiana   | –         | Ohio      | 11:9     |
| 9. August | 11:00 | Ferguson Field | Michigan  | –         | Indiana   | 9:0      |
| 9. August | 14:00 | Ferguson Field | Ohio      | –         | Wisconsin | 9:2      |
| 9. August | 19:00 | Stokely Field  | Illinois  | –         | Kentucky  | 7:3      |

#### Playoff
|  | Halbfinale  | Halbfinale |            |        | Finale     | Finale     |
|  |             |            |            |        |            |            |
|  | 10. August  |            |            |        |            |            |
|  | 3 Wisconsin | 5          |            |        |            |            |
|  | 2 Illinois  | 6          |            |        | 13. August | 13. August |
|  |             |            | 2 Illinois | 0      |            |            |
|  | 10. August  | 10. August |            | 1 Ohio | 4          |            |
|  | 4 Indiana   | 1          |            |        |            |            |
|  | 1 Ohio      | 6          |            |        |            |            |
|  |             |            |            |        |            |            |

### Mittelatlantik
Das Turnier fand vom 6. bis 16. August 2010 in Bristol, Connecticut statt.

#### Vorrunde
| Platz | Stadt            | Mannschaft           | W-L |
| ----- | ---------------- | -------------------- | --- |
| 1.    | Newtown          | Council Rock Newtown | 4–0 |
| 2.    | Toms River       | Toms River National  | 3–1 |
| 3.    | Stony Point      | Stony Point          | 3–1 |
| 4.    | Brunswick        | Railroaders          | 2–2 |
| 5.    | Wilmington       | Brandywine           | 0–4 |
| 6.    | Washington, D.C. | Capitol City LL      | 0–4 |

| Datum      | Zeit  | Stadion             | Begegnung            | Begegnung | Begegnung    | Ergebnis |
| ---------- | ----- | ------------------- | -------------------- | --------- | ------------ | -------- |
| 6. August  | 11:00 | Leon J. Breen Field | District of Columbia | –         | Maryland     | 5:7      |
| 6. August  | 17:00 | Leon J. Breen Field | Delaware             | –         | New York     | 1:11     |
| 7. August  | 11:00 | Leon J. Breen Field | New Jersey           | –         | Pennsylvania | 6:10     |
| 7. August  | 17:00 | Leon J. Breen Field | District of Columbia | –         | New York     | 0:10     |
| 8. August  | 14:00 | Leon J. Breen Field | Delaware             | –         | Pennsylvania | 4:11     |
| 8. August  | 20:00 | Leon J. Breen Field | Maryland             | –         | New York     | 0:10     |
| 9. August  | 11:00 | Leon J. Breen Field | District of Columbia | –         | New Jersey   | 0:21     |
| 9. August  | 14:00 | Leon J. Breen Field | Maryland             | –         | Pennsylvania | 1:14     |
| 10. August | 16:00 | Leon J. Breen Field | Delaware             | –         | Maryland     | 4:5 (8)  |
| 10. August | 19:00 | Leon J. Breen Field | New Jersey           | –         | New York     | 5:2      |
| 11. August | 16:00 | Leon J. Breen Field | District of Columbia | –         | Pennsylvania | 0:10     |
| 11. August | 19:00 | Leon J. Breen Field | Delaware             | –         | New Jersey   | 3:8      |

#### Playoff
|  | Halbfinale     | Halbfinale |              |                | Finale     | Finale     |
|  |                |            |              |                |            |            |
|  | 13. August     |            |              |                |            |            |
|  | 3 New York     | 5          |              |                |            |            |
|  | 2 New Jersey   | 13         |              |                | 16. August | 16. August |
|  |                |            | 2 New Jersey | 8              |            |            |
|  | 13. August     | 13. August |              | 1 Pennsylvania | 5          |            |
|  | 4 Maryland     | 3          |              |                |            |            |
|  | 1 Pennsylvania | 13         |              |                |            |            |
|  |                |            |              |                |            |            |

### Mittlerer Westen
Das Turnier fand vom 6. bis 14. August 2010 in Indianapolis statt. South Dakota vertritt sowohl North wie auch South Dakota.

#### Vorrunde
| Platz | Stadt      | Mannschaft            | W-L |
| ----- | ---------- | --------------------- | --- |
| 1.    | Plymouth   | Plymouth/New Hope     | 4–0 |
| 2.    | Des Moines | Grandview             | 3–1 |
| 3.    | Rapid City | Canyon Lake           | 3–1 |
| 4.    | Columbia   | Daniel Boone American | 2–2 |
| 5.    | Kearney    | Kearney               | 0–4 |
| 6.    | Riverton   | Riverton Area         | 0–4 |

| Datum      | Zeit  | Stadion        | Begegnung    | Begegnung | Begegnung    | Ergebnis |
| ---------- | ----- | -------------- | ------------ | --------- | ------------ | -------- |
| 7. August  | 11:00 | Ferguson Field | Iowa         | –         | Nebraska     | 11:1     |
| 7. August  | 13:00 | Stokely Field  | Minnesota    | –         | South Dakota | 12:1     |
| 7. August  | 17:00 | Ferguson Field | Missouri     | –         | Kansas       | 7:6      |
| 8. August  | 11:00 | Ferguson Field | South Dakota | –         | Missouri     | 12:1     |
| 8. August  | 17:00 | Ferguson Field | Nebraska     | –         | Minnesota    | 1:5      |
| 8. August  | 19:00 | Stokely Field  | Iowa         | –         | Kansas       | 12:2     |
| 9. August  | 13:00 | Stokely Field  | Iowa         | –         | Missouri     | 7:1      |
| 9. August  | 16:00 | Stokely Field  | Kansas       | –         | Minnesota    | 1:13     |
| 9. August  | 17:00 | Ferguson Field | Nebraska     | –         | South Dakota | 5:6      |
| 10. August | 13:00 | Stokely Field  | Iowa         | –         | Minnesota    | 3:11     |
| 10. August | 16:00 | Stokely Field  | South Dakota | –         | Kansas       | 11:10    |
| 10. August | 19:00 | Stokely Field  | Missouri     | –         | Nebraska     | 12:2     |

#### Playoff
|  | Halbfinale     | Halbfinale |                |             | Finale     | Finale     |
|  |                |            |                |             |            |            |
|  | 12. August     |            |                |             |            |            |
|  | 2 Iowa         | 2          |                |             |            |            |
|  | 3 South Dakota | 7          |                |             | 14. August | 14. August |
|  |                |            | 3 South Dakota | 3           |            |            |
|  | 12. August     | 12. August |                | 1 Minnesota | 8          |            |
|  | 1 Minnesota    | 15         |                |             |            |            |
|  | 4 Missouri     | 2          |                |             |            |            |
|  |                |            |                |             |            |            |

### Neuengland
Das Turnier fand vom 6. bis 16. August 2010 in Bristol, Connecticut statt.

#### Vorrunde
| Platz | Stadt        | Mannschaft          | W-L |
| ----- | ------------ | ------------------- | --- |
| 1.    | Cumberland   | Cumberland National | 4–0 |
| 2.    | Fairfield    | Fairfield American  | 3–1 |
| 3.    | Portsmouth   | Portsmouth          | 2–2 |
| 4.    | Shelburne    | Shelburne           | 1–3 |
| 5.    | Bangor       | Bangor East         | 1–3 |
| 6.    | Southborough | Southborough Youth  | 1–3 |

| Datum      | Zeit  | Stadion             | Begegnung     | Begegnung | Begegnung     | Ergebnis |
| ---------- | ----- | ------------------- | ------------- | --------- | ------------- | -------- |
| 6. August  | 14:00 | Leon J. Breen Field | Maine         | –         | Massachusetts | 6:4      |
| 6. August  | 20:15 | Leon J. Breen Field | Connecticut   | –         | Rhode Island  | 0:2      |
| 7. August  | 14:00 | Leon J. Breen Field | New Hampshire | –         | Rhode Island  | 6:8      |
| 7. August  | 20:00 | Leon J. Breen Field | Connecticut   | –         | Vermont       | 7:4      |
| 8. August  | 11:00 | Leon J. Breen Field | Maine         | –         | New Hampshire | 5:10     |
| 8. August  | 17:00 | Leon J. Breen Field | Massachusetts | –         | Vermont       | 6:3      |
| 9. August  | 17:00 | Leon J. Breen Field | Maine         | –         | Rhode Island  | 0:10     |
| 9. August  | 20:00 | Leon J. Breen Field | Connecticut   | –         | New Hampshire | 3:2      |
| 10. August | 10:00 | Leon J. Breen Field | Maine         | –         | Vermont       | 5:8      |
| 10. August | 13:00 | Leon J. Breen Field | Massachusetts | –         | Rhode Island  | 5:15     |
| 11. August | 10:00 | Leon J. Breen Field | New Hampshire | –         | Vermont       | 4:3      |
| 11. August | 13:00 | Leon J. Breen Field | Connecticut   | –         | Massachusetts | 9:8      |

#### Playoff
|  | Halbfinale      | Halbfinale |               |                | Finale     | Finale     |
|  |                 |            |               |                |            |            |
|  | 12. August      |            |               |                |            |            |
|  | 2 Connecticut   | 10         |               |                |            |            |
|  | 3 New Hampshire | 8          |               |                | 14. August | 14. August |
|  |                 |            | 2 Connecticut | 1              |            |            |
|  | 12. August      | 12. August |               | 1 Rhode Island | 0          |            |
|  | 1 Rhode Island  | 5          |               |                |            |            |
|  | 4 Vermont       | 4          |               |                |            |            |
|  |                 |            |               |                |            |            |

### Nordwest
Das Turnier fand vom 6. bis 15. August 2010 in San Bernardino, Kalifornien statt.

#### Vorrunde
| Platz | Stadt     | Mannschaft  | W-L |
| ----- | --------- | ----------- | --- |
| 1.    | Auburn    | Auburn      | 4–0 |
| 2.    | Beaverton | Murrayhill  | 3–1 |
| 3.    | Boise     | North Boise | 3–1 |
| 4.    | Billings  | Arrowhead   | 1–3 |
| 5.    | Laramie   | Laramie     | 1–3 |
| 6.    | Juneau    | Channel     | 0–4 |

| Datum      | Zeit  | Stadion             | Begegnung | Begegnung | Begegnung  | Ergebnis |
| ---------- | ----- | ------------------- | --------- | --------- | ---------- | -------- |
| 6. August  | 09:30 | Al Houghton Stadium | Wyoming   | –         | Washington | 2:14     |
| 6. August  | 12:30 | Al Houghton Stadium | Alaska    | –         | Idaho      | 1:7      |
| 6. August  | 16:00 | Al Houghton Stadium | Oregon    | –         | Montana    | 13:4     |
| 7. August  | 09:30 | Al Houghton Stadium | Alaska    | –         | Wyoming    | 7:13     |
| 8. August  | 14:00 | Al Houghton Stadium | Oregon    | –         | Idaho      | 6:1      |
| 8. August  | 20:00 | Al Houghton Stadium | Montana   | –         | Washington | 3:14     |
| 9. August  | 16:30 | Al Houghton Stadium | Wyoming   | –         | Montana    | 0:14     |
| 9. August  | 19:30 | Al Houghton Stadium | Alaska    | –         | Oregon     | 4:7      |
| 10. August | 12:30 | Al Houghton Stadium | Oregon    | –         | Washington | 0:7      |
| 10. August | 16:30 | Al Houghton Stadium | Montana   | –         | Idaho      | 7:9      |
| 11. August | 09:30 | Al Houghton Stadium | Alaska    | –         | Washington | 1:16     |
| 10. August | 12:30 | Al Houghton Stadium | Wyoming   | –         | Idaho      | 4:17     |

#### Playoff
|  | Halbfinale   | Halbfinale |         |              | Finale     | Finale     |
|  |              |            |         |              |            |            |
|  | 12. August   |            |         |              |            |            |
|  | 2 Oregon     | 3          |         |              |            |            |
|  | 3 Idaho      | 6          |         |              | 14. August | 14. August |
|  |              |            | 3 Idaho | 3            |            |            |
|  | 12. August   | 12. August |         | 1 Washington | 13         |            |
|  | 1 Washington | 9          |         |              |            |            |
|  | 4 Montana    | 2          |         |              |            |            |
|  |              |            |         |              |            |            |

### Südost
Das Turnier fand vom 7. bis 13. August 2010 in Warner Robins, Georgia statt.

#### Vorrunde

##### Gruppe A
| Platz | Stadt       | Mannschaft    | W-L |
| ----- | ----------- | ------------- | --- |
| 1.    | Melbourne   | Viera/Suntree | 3–0 |
| 2.    | Ripley      | Ripley        | 2–1 |
| 3.    | Centreville | S Y A East    | 1–2 |
| 4.    | Spring Hill | Spring Hill   | 0–3 |

| Datum     | Zeit  | Stadion                      | Begegnung | Begegnung | Begegnung     | Ergebnis |
| --------- | ----- | ---------------------------- | --------- | --------- | ------------- | -------- |
| 7. August | 10:00 | Little League Southeast Park | Florida   | –         | West Virginia | 14:1     |
| 7. August | 19:00 | Little League Southeast Park | Tennessee | –         | Virginia      | 1:18     |
| 8. August | 14:30 | Little League Southeast Park | Florida   | –         | Virginia      | 4:0      |
| 8. August | 17:00 | Little League Southeast Park | Tennessee | –         | West Virginia | 6:11     |
| 9. August | 10:00 | Little League Southeast Park | Florida   | –         | Tennessee     | 5:0      |
| 9. August | 16:00 | Little League Southeast Park | Virginia  | –         | West Virginia | 2:3      |

##### Gruppe B
| Platz | Stadt         | Mannschaft                       | W-L |
| ----- | ------------- | -------------------------------- | --- |
| 1.    | Columbus      | Northern                         | 3–0 |
| 2.    | Winston-Salem | Winston-Salem National           | 2–1 |
| 3.    | Huntsville    | Huntsville Eastern               | 1–2 |
| 4.    | Myrtle Beach  | Carolina Forest Community Center | 0–3 |

| Datum     | Zeit  | Stadion                      | Begegnung      | Begegnung | Begegnung      | Ergebnis |
| --------- | ----- | ---------------------------- | -------------- | --------- | -------------- | -------- |
| 7. August | 13:00 | Little League Southeast Park | Georgia        | –         | South Carolina | 2:1      |
| 7. August | 16:00 | Little League Southeast Park | Alabama        | –         | North Carolina | 3:4      |
| 8. August | 12:00 | Little League Southeast Park | Alabama        | –         | Georgia        | 7:8      |
| 8. August | 19:30 | Little League Southeast Park | North Carolina | –         | South Carolina | 14:2     |
| 9. August | 13:00 | Little League Southeast Park | Alabama        | –         | South Carolina | 10:3     |
| 9. August | 19:00 | Little League Southeast Park | Georgia        | –         | North Carolina | 7:3      |

#### Trost-Spiele
Die Trostspiele (engl.: Consolation game) wurden zwischen den dritt- und viertplatzierten Mannschaften gespielt.
| Datum      | Zeit  | Stadion                      | Begegnung    | Begegnung | Begegnung         | Ergebnis |
| ---------- | ----- | ---------------------------- | ------------ | --------- | ----------------- | -------- |
| 10. August | 10:00 | Little League Southeast Park | A4 Tennessee | –         | B3 Alabama        | 0:14     |
| 10. August | 13:00 | Little League Southeast Park | A3 Virginia  | –         | B4 South Carolina | 9:0      |

#### Playoff
|  | Halbfinale        | Halbfinale |            |            | Finale     | Finale     |
|  |                   |            |            |            |            |            |
|  | 10. August        |            |            |            |            |            |
|  | B1 Georgia        | 9          |            |            |            |            |
|  | A2 West Virginia  | 3          |            |            | 12. August | 12. August |
|  |                   |            | B1 Georgia | 9          |            |            |
|  | 10. August        | 10. August |            | A1 Florida | 2          |            |
|  | A1 Florida        | 3          |            |            |            |            |
|  | B2 North Carolina | 2          |            |            |            |            |
|  |                   |            |            |            |            |            |

### Südwest
Das Turnier fand vom 6. bis 12. August 2010 in Waco, Texas statt. Die Mannschaft aus Pearland repräsentierte Osttexas, Eagle Pass vertrat Westtexas.

#### Vorrunde

##### Gruppe A
| Platz | Stadt          | Mannschaft     | W-L |
| ----- | -------------- | -------------- | --- |
| 1.    | Arkadelphia    | Arkadelphia    | 3–0 |
| 2.    | Grand Junction | Orchard Mesa   | 2–1 |
| 3.    | Albuquerque    | Altamont       | 1–2 |
| 4.    | Tulsa          | Tulsa American | 0–3 |

| Datum     | Zeit  | Stadion          | Begegnung  | Begegnung | Begegnung  | Ergebnis |
| --------- | ----- | ---------------- | ---------- | --------- | ---------- | -------- |
| 6. August | 10:00 | Norcross Stadium | Colorado   | –         | Oklahoma   | 11:2     |
| 6. August | 20:00 | Norcross Stadium | New Mexico | –         | Arkansas   | 1:4      |
| 7. August | 17:00 | Norcross Stadium | Colorado   | –         | New Mexico | 6:3      |
| 8. August | 13:00 | Norcross Stadium | Oklahoma   | –         | New Mexico | 6:11     |
| 8. August | 20:00 | Norcross Stadium | Colorado   | –         | Arkansas   | 1:11 (5) |
| 9. August | 17:00 | Norcross Stadium | Oklahoma   | –         | Arkansas   | 3:10     |

##### Gruppe B
| Platz | Stadt         | Mannschaft          | W-L |
| ----- | ------------- | ------------------- | --- |
| 1.    | Pearland      | Pearland White      | 3–0 |
| 2.    | Eagle Pass    | Eagle Pass American | 2–1 |
| 3.    | Ruston        | Lincoln Parish      | 1–2 |
| 4.    | Ocean Springs | Ocean Springs       | 0–3 |

| Datum     | Zeit  | Stadion          | Begegnung | Begegnung | Begegnung   | Ergebnis |
| --------- | ----- | ---------------- | --------- | --------- | ----------- | -------- |
| 6. August | 17:00 | Norcross Stadium | Osttexas  | –         | Westtexas   | 7:5      |
| 7. August | 10:00 | Norcross Stadium | Westtexas | –         | Mississippi | 5:4      |
| 7. August | 20:00 | Norcross Stadium | Osttexas  | –         | Louisiana   | 12:2 (4) |
| 8. August | 17:00 | Norcross Stadium | Louisiana | –         | Mississippi | 14:4 (4) |
| 9. August | 10:00 | Norcross Stadium | Osttexas  | –         | Mississippi | 13:2 (4) |
| 9. August | 20:00 | Norcross Stadium | Westtexas | –         | Louisiana   | 14:1 (4) |

#### Playoff
|  | Halbfinale      | Halbfinale |              |             | Finale     | Finale     |
|  |                 |            |              |             |            |            |
|  | 10. August      |            |              |             |            |            |
|  | B2 Westtexas    | 5          |              |             |            |            |
|  | A1 Arkansas     | 4          |              |             | 12. August | 12. August |
|  |                 |            | B2 Westtexas | 3           |            |            |
|  | 10. August      | 10. August |              | B1 Osttexas | 5          |            |
|  | A2 Colorado     | 0          |              |             |            |            |
|  | B1 Osttexas (4) | 10         |              |             |            |            |
|  |                 |            |              |             |            |            |

### West
Das Turnier fand vom 6. bis 15. August 2010 in San Bernardino, Kalifornien statt. Die Mannschaft aus Napa repräsentierte Nordkalifornien, Huntington Beach vertrat Südkalifornien.

#### Vorrunde
| Platz | Stadt            | Mannschaft       | W-L |
| ----- | ---------------- | ---------------- | --- |
| 1.    | Waipahu          | Waipio           | 3–1 |
| 2.    | Napa             | Napa National    | 3–1 |
| 3.    | Huntington Beach | Ocean View       | 3–1 |
| 4.    | Scottsdale       | North Scottsdale | 1–3 |
| 5.    | Washington       | Washington       | 1–3 |
| 6.    | Las Vegas        | Mountain Ridge   | 1–3 |

| Datum      | Zeit  | Stadion             | Begegnung       | Begegnung | Begegnung       | Ergebnis |
| ---------- | ----- | ------------------- | --------------- | --------- | --------------- | -------- |
| 6. August  | 20:00 | Al Houghton Stadium | Nevada          | –         | Südkalifornien  | 3:10     |
| 7. August  | 12:30 | Al Houghton Stadium | Nevada          | –         | Utah            | 6:11     |
| 7. August  | 16:30 | Al Houghton Stadium | Arizona         | –         | Nordkalifornien | 4:6      |
| 7. August  | 19:30 | Al Houghton Stadium | Südkalifornien  | –         | Hawaii          | 2:1      |
| 8. August  | 11:00 | Al Houghton Stadium | Arizona         | –         | Utah            | 11:4     |
| 8. August  | 17:00 | Al Houghton Stadium | Nordkalifornien | –         | Hawaii          | 1:4      |
| 9. August  | 09:30 | Al Houghton Stadium | Südkalifornien  | –         | Utah            | 22:0 (5) |
| 9. August  | 12:30 | Al Houghton Stadium | Nevada          | –         | Hawaii          | 3:4      |
| 10. August | 09:30 | Al Houghton Stadium | Nevada          | –         | Arizona         | 8:7      |
| 10. August | 19:30 | Al Houghton Stadium | Südkalifornien  | –         | Nordkalifornien | 4:5      |
| 11. August | 16:30 | Al Houghton Stadium | Nordkalifornien | –         | Utah            | 7:2      |
| 11. August | 19:30 | Al Houghton Stadium | Arizona         | –         | Hawaii          | 0:7      |

#### Playoff
|  | Halbfinale        | Halbfinale |                  |          | Finale     | Finale     |
|  |                   |            |                  |          |            |            |
|  | 13. August        |            |                  |          |            |            |
|  | 2 Nordkalifornien | 2          |                  |          |            |            |
|  | 3 Südkalifornien  | 5          |                  |          | 15. August | 15. August |
|  |                   |            | 3 Südkalifornien | 1        |            |            |
|  | 13. August        | 13. August |                  | 1 Hawaii | 4          |            |
|  | 1 Hawaii (4)      | 12         |                  |          |            |            |
|  | 4 Arizona         | 2          |                  |          |            |            |
|  |                   |            |                  |          |            |            |

## International

### Asien-Pazifik
Das Turnier fand vom 10. bis 15. Juli 2010 in Surabaya, Indonesien statt.

#### Vorrunde

##### Gruppe A
| Platz | Stadt      | Mannschaft | W-L |
| ----- | ---------- | ---------- | --- |
| 1.    | Kaohsiung  | Fu-Hsing   | 4–0 |
| 2.    | Seoul      | Seoul      | 3–1 |
| 3.    | Chiang Mai | Sanuk      | 1–3 |
| 4.    | Dededo     | Northern   | 1–3 |
| 5.    | Jakarta    | Indonesian | 1–3 |

| Datum    | Zeit  | Stadion | Begegnung         | Begegnung | Begegnung         | Ergebnis |
| -------- | ----- | ------- | ----------------- | --------- | ----------------- | -------- |
| 10. Juli | 10:00 |         | Indonesien        | –         | Guam              | 4:3      |
| 10. Juli | 12:00 |         | Südkorea          | –         | Thailand          | 1:0      |
| 11. Juli | 08:00 |         | Chinesisch Taipeh | –         | Thailand          | 13:0 (4) |
| 11. Juli | 11:00 |         | Südkorea          | –         | Guam              | 11:0 (4) |
| 12. Juli | 08:00 |         | Thailand          | –         | Guam              | 0:2      |
| 12. Juli | 11:00 |         | Chinesisch Taipeh | –         | Indonesien        | 18:0 (4) |
| 13. Juli | 11:00 |         | Indonesien        | –         | Südkorea          | 0:17 (4) |
| 13. Juli | 08:00 |         | Guam              | –         | Chinesisch Taipeh | 0:2      |
| 14. Juli | 08:00 |         | Südkorea          | –         | Chinesisch Taipeh | 0:3      |
| 14. Juli | 14:00 |         | Thailand          | –         | Indonesien        | 3:1      |

##### Gruppe B
| Platz | Stadt       | Mannschaft    | W-L |
| ----- | ----------- | ------------- | --- |
| 1.    | Makati City | Illam Central | 4–0 |
| 2.    | Hongkong    | Hongkong      | 3–1 |
| 3.    | Neuseeland  |               | 2–2 |
| 4.    | Singapur    | Singapore     | 1–3 |
| 5.    | Hanoi       | Hanoi         | 0–4 |

| Datum    | Zeit  | Stadion | Begegnung   | Begegnung | Begegnung   | Ergebnis |
| -------- | ----- | ------- | ----------- | --------- | ----------- | -------- |
| 10. Juli | 11:30 |         | Philippinen | –         | Vietnam     | 32:1 (4) |
| 10. Juli | 13:30 |         | Neuseeland  | –         | Hongkong    | 0:7      |
| 11. Juli | 08:00 |         | Philippinen | –         | Singapur    | 2:1      |
| 11. Juli | 11:00 |         | Vietnam     | –         | Neuseeland  | 0:18 (4) |
| 12. Juli | 08:00 |         | Singapur    | –         | Neuseeland  | 1:2      |
| 12. Juli | 11:00 |         | Hongkong    | –         | Vietnam     | 12:0 (4) |
| 13. Juli | 08:00 |         | Philippinen | –         | Neuseeland  | 8:5      |
| 13. Juli | 11:00 |         | Hongkong    | –         | Singapur    | 6:1      |
| 14. Juli | 07:00 |         | Vietnam     | –         | Singapur    | 4:16 (4) |
| 14. Juli | 11:00 |         | Hongkong    | –         | Philippinen | 3:4      |

#### Playoff
|  | Finale               |    |
|  |                      |    |
|  | 15. Juli             |    |
|  | A1 Chinesisch Taipeh | 10 |
|  | B1 Philippinen       | 0  |

### Europa
Das Turnier fand vom 27. Juli bis 4. August 2010 in Kutno, Polen statt.

#### Vorrunde

##### Gruppe A
| Platz | Stadt      | Mannschaft        | W-L |
| ----- | ---------- | ----------------- | --- |
| 1.    | Brno       | Jihomoravský kraj | 3–1 |
| 2.    | Kirowohrad | Kirowohrad Center | 3–1 |
| 3.    | Ramstein   | KMC American      | 3–1 |
| 4.    | Brest      | Brest Zubrs       | 1–3 |
| 5.    | Tiraspol   | Kvint             | 0–4 |

| Datum    | Zeit  | Stadion               | Begegnung      | Begegnung | Begegnung      | Ergebnis |
| -------- | ----- | --------------------- | -------------- | --------- | -------------- | -------- |
| 27. Juli | 09:00 | Edward Piszek Stadium | Ukraine        | –         | Tschechien     | 0:7      |
| 27. Juli | 12:00 | Edward Piszek Stadium | US-Deutschland | –         | Belarus        | 13:1     |
| 28. Juli | 10:30 | Little League Field   | Belarus        | –         | Ukraine        | 0:7      |
| 28. Juli | 13:30 | Little League Field   | Moldau         | –         | Tschechien     | 0:12     |
| 29. Juli | 10:00 | Edward Piszek Stadium | Belarus        | –         | Moldau         | 14:3     |
| 29. Juli | 13:00 | Edward Piszek Stadium | Ukraine        | –         | US-Deutschland | 6:4      |
| 30. Juli | 10:30 | Little League Field   | Moldau         | –         | US-Deutschland | 4:18     |
| 30. Juli | 13:30 | Edward Piszek Stadium | Belarus        | –         | Tschechien     | 0:18     |
| 31. Juli | 10:00 | Edward Piszek Stadium | Tschechien     | –         | US-Deutschland | 3:5      |
| 31. Juli | 13:00 | Edward Piszek Stadium | Ukraine        | –         | Moldau         | 13:6     |

##### Gruppe B
| Platz | Stadt                   | Mannschaft              | W-L |
| ----- | ----------------------- | ----------------------- | --- |
| 1.    | Friaul-Julisch Venetien | Friaul-Julisch Venetien | 5–0 |
| 2.    | Haarlem                 | Kennemerland            | 4–1 |
| 3.    | London                  | London Area Youth       | 3–2 |
| 4.    | Antwerpen               | Ostflandern             | 2–3 |
| 5.    | Vilnius                 | Vilnius                 | 1–4 |
| 6.    | Wodzisław Śląski        | Żory/Rybnik/Jastrzebie  | 0–5 |

| Datum    | Zeit  | Stadion               | Begegnung   | Begegnung | Begegnung   | Ergebnis |
| -------- | ----- | --------------------- | ----------- | --------- | ----------- | -------- |
| 27. Juli | 09:30 | Little League Field   | Belgien     | –         | Niederlande | 2:13     |
| 27. Juli | 12:30 | Little League Field   | Litauen     | –         | Polen       | 25:4     |
| 27. Juli | 17:30 | Edward Piszek Stadium | Italien     | –         | England     | 10:0     |
| 28. Juli | 10:00 | Edward Piszek Stadium | Litauen     | –         | England     | 1:7      |
| 28. Juli | 13:00 | Edward Piszek Stadium | Italien     | –         | Niederlande | 10:0     |
| 28. Juli | 16:00 | Edward Piszek Stadium | Belgien     | –         | Polen       | 11:1     |
| 29. Juli | 10:30 | Little League Field   | Italien     | –         | Litauen     | 9:8      |
| 29. Juli | 13:30 | Little League Field   | Belgien     | –         | England     | 3:7      |
| 29. Juli | 16:00 | Edward Piszek Stadium | Polen       | –         | Niederlande | 0:12     |
| 30. Juli | 10:00 | Edward Piszek Stadium | England     | –         | Polen       | 10:0     |
| 30. Juli | 13:00 | Little League Field   | Belgien     | –         | Italien     | 0:10     |
| 30. Juli | 16:00 | Edward Piszek Stadium | Niederlande | –         | Litauen     | 2:1      |
| 31. Juli | 10:30 | Little League Field   | Polen       | –         | Italien     | 2:17     |
| 31. Juli | 13:30 | Little League Field   | Niederlande | –         | England     | 5:4      |
| 31. Juli | 16:00 | Edward Piszek Stadium | Litauen     | –         | Belgien     | 10:14    |

#### Playoff
|  | Viertelfinale     | Viertelfinale |                   |            | Halbfinale    | Halbfinale |  |  | Finale    | Finale    |
|  |                   |               |                   |            |               |            |  |  |           |           |
|  | 1. August         |               |                   |            |               |            |  |  |           |           |
|  | B2 Niederlande    | 1             |                   |            |               |            |  |  |           |           |
|  | B2 Niederlande    | 1             | 2. August         |            |               |            |  |  |           |           |
|  | A3 US-Deutschland | 10            |                   |            |               |            |  |  |           |           |
|  | A3 US-Deutschland | 10            | A3 US-Deutschland | 15         |               |            |  |  |           |           |
|  |                   |               | A3 US-Deutschland | 15         |               |            |  |  |           |           |
|  |                   | A1 Tschechien | 4                 |            |               |            |  |  |           |           |
|  | B4 Belgien        | A1 Tschechien | 4                 | 3          |               |            |  |  |           |           |
|  | B4 Belgien        |               |                   | 3          |               |            |  |  |           |           |
|  | A1 Tschechien     | 5             |                   | 3. August  | 3. August     |            |  |  |           |           |
|  | 1. August         | 1. August     | A3 US-Deutschland | 4          |               |            |  |  |           |           |
|  | 1. August         | 1. August     |                   | B1 Italien | 0             |            |  |  |           |           |
|  | A2 Ukraine        | 0             |                   |            |               |            |  |  |           |           |
|  | B3 England        | 10            |                   |            |               |            |  |  |           |           |
|  | B3 England        | 10            | B3 England        | 2          |               |            |  |  |           |           |
|  |                   |               | B3 England        | 2          | Trost-Spiel   |            |  |  |           |           |
|  |                   | B1 Italien    | 9                 |            |               |            |  |  |           |           |
|  | A4 Belarus        | B1 Italien    | 9                 | 2          | A1 Tschechien | 5          |  |  |           |           |
|  | A4 Belarus        | 2. August     |                   | 2          | A1 Tschechien | 5          |  |  |           |           |
|  | B1 Italien        | 14            |                   | B3 England | 2             |            |  |  |           |           |
|  | B1 Italien        | 14            |                   |            | 2             |            |  |  |           |           |
|  | 1. August         | 1. August     |                   |            |               |            |  |  | 3. August | 3. August |

### Japan
Die ersten beiden Runden fanden am 3. Juli statt, die letzten beiden Runden am 10. Juli. Alle Spiele fanden in Tokio statt.

#### Teilnehmende Teams
| Ergebnis Distrikt     | Präfektur | Stadt        | Team               |
| --------------------- | --------- | ------------ | ------------------ |
| Chūgoku Meister       | Hiroshima | Hiroshima    | Hiroshima Kita     |
| Kita-Kantō Meister    | Saitama   | Kawaguchi    | Kawaguchi          |
| Kanagawa Meister      | Kanagawa  | Hiratsuka    | Hiratsuka          |
| Kansai Meister        | Hyōgo     | Harima Hyōgo | Hyōgo Harima       |
| Kansai Zweiter        | Osaka     | Daitō        | Daitō              |
| Higashi-Kantō Meister | Chiba     | Chiba        | Chiba City         |
| Kyūshū Meister        | Kumamoto  | Kumamoto     | Kumamoto Chuo      |
| Hokkaidō Meister      | Hokkaidō  | Asahikawa    | Asahikawa Taisetsu |
| Shikoku Meister       | Ehime     | Iyo          | Ehime Konan        |
| Shin’etsu Meister     | Nagano    | Iida         | Iida               |
| Tōhoku Meister        | Aomori    | Aomori       | Hirosaki Aomori    |
| Tōhoku Zweiter        | Fukushima | Fukushima    | Fukushima          |
| Tōkai Meister         | Shizuoka  | Hamamatsu    | Hamamatsu Minami   |
| Tōkai Zweiter         | Aichi     | Toyota       | Toyota             |
| Tokio Meister         | Tokio     | Tokio        | Tokyo Nakano       |
| Tokio Zweiter         | Tokio     | Edogawa      | Edogawa Minami     |

#### Playoffs
|  | Achtelfinale       | Achtelfinale |                  |                  | Viertelfinale   | Viertelfinale |  |  | Halbfinale | Halbfinale |          |          | Finale | Finale |
|  |                    |              |                  |                  |                 |               |  |  |            |            |          |          |        |        |
|  | 3. Juli            |              |                  |                  |                 |               |  |  |            |            |          |          |        |        |
|  | Kawaguchi          | 3            |                  |                  |                 |               |  |  |            |            |          |          |        |        |
|  | Iida               | 4            |                  |                  | 3. Juli         | 3. Juli       |  |  |            |            |          |          |        |        |
|  | Iida               | 4            | Iida             | 4                |                 |               |  |  |            |            |          |          |        |        |
|  |                    |              | Iida             | 4                |                 |               |  |  |            |            |          |          |        |        |
|  | 3. Juli            | 3. Juli      |                  |                  | Edogawa Minami  | 25            |  |  |            |            |          |          |        |        |
|  | Edogawa Minami     | 9            |                  |                  | Edogawa Minami  | 25            |  |  |            |            |          |          |        |        |
|  | Edogawa Minami     | 9            |                  |                  |                 |               |  |  |            |            |          |          |        |        |
|  | Tokyo Nakano       | 3            |                  |                  | 10. Juli        | 10. Juli      |  |  |            |            |          |          |        |        |
|  | Tokyo Nakano       | 3            | Edogawa Minami   | 2                |                 |               |  |  |            |            |          |          |        |        |
|  |                    |              | Edogawa Minami   | 2                |                 |               |  |  |            |            |          |          |        |        |
|  | 3. Juli            | 3. Juli      |                  | Hamamatsu Minami | 0               |               |  |  |            |            |          |          |        |        |
|  | Asahikawa Taisetsu | 0            |                  | Hamamatsu Minami | 0               |               |  |  |            |            |          |          |        |        |
|  | Asahikawa Taisetsu | 0            |                  |                  |                 |               |  |  |            |            |          |          |        |        |
|  | Hamamatsu Minami   | 14           |                  |                  | 3. Juli         | 3. Juli       |  |  |            |            |          |          |        |        |
|  | Hamamatsu Minami   | 14           | Hamamatsu Minami | 11               |                 |               |  |  |            |            |          |          |        |        |
|  |                    |              | Hamamatsu Minami | 11               |                 |               |  |  |            |            |          |          |        |        |
|  | 3. Juli            | 3. Juli      |                  |                  | Hiratsuka       | 1             |  |  |            |            |          |          |        |        |
|  | Hiroshima Kita     | 3            |                  |                  | Hiratsuka       | 1             |  |  |            |            |          |          |        |        |
|  | Hiroshima Kita     | 3            |                  |                  |                 |               |  |  |            |            |          |          |        |        |
|  | Hiratsuka          | 16           |                  |                  |                 |               |  |  |            |            | 10. Juli | 10. Juli |        |        |
|  | Hiratsuka          | 16           | Edogawa Minami   | 8                |                 |               |  |  |            |            |          |          |        |        |
|  |                    |              | Edogawa Minami   | 8                |                 |               |  |  |            |            |          |          |        |        |
|  | 3. Juli            | 3. Juli      |                  | Hirosaki Aomori  | 4               |               |  |  |            |            |          |          |        |        |
|  | Chiba City         | 17           |                  | Hirosaki Aomori  | 4               |               |  |  |            |            |          |          |        |        |
|  | Chiba City         | 17           |                  |                  |                 |               |  |  |            |            |          |          |        |        |
|  | Toyota             | 2            |                  |                  | 3. Juli         | 3. Juli       |  |  |            |            |          |          |        |        |
|  | Toyota             | 2            | Chiba City       | 2                |                 |               |  |  |            |            |          |          |        |        |
|  |                    |              | Chiba City       | 2                |                 |               |  |  |            |            |          |          |        |        |
|  | 3. Juli            | 3. Juli      |                  |                  | Hirosaki Aomori | 7             |  |  |            |            |          |          |        |        |
|  | Hirosaki Aomori    | 3            |                  |                  | Hirosaki Aomori | 7             |  |  |            |            |          |          |        |        |
|  | Hirosaki Aomori    | 3            |                  |                  |                 |               |  |  |            |            |          |          |        |        |
|  | Kumamoto Chuo      | 2            |                  |                  | 10. Juli        | 10. Juli      |  |  |            |            |          |          |        |        |
|  | Kumamoto Chuo      | 2            | Hirosaki Aomori  | 5                |                 |               |  |  |            |            |          |          |        |        |
|  |                    |              | Hirosaki Aomori  | 5                |                 |               |  |  |            |            |          |          |        |        |
|  | 3. Juli            | 3. Juli      |                  | Daitō            | 4               |               |  |  |            |            |          |          |        |        |
|  | Daitō              | 10           |                  | Daitō            | 4               |               |  |  |            |            |          |          |        |        |
|  | Daitō              | 10           |                  |                  |                 |               |  |  |            |            |          |          |        |        |
|  | Ehime Konan        | 4            |                  |                  | 3. Juli         | 3. Juli       |  |  |            |            |          |          |        |        |
|  | Ehime Konan        | 4            | Daitō            | 5                |                 |               |  |  |            |            |          |          |        |        |
|  |                    |              | Daitō            | 5                |                 |               |  |  |            |            |          |          |        |        |
|  | 3. Juli            | 3. Juli      |                  |                  | Fukushima       | 4             |  |  |            |            |          |          |        |        |
|  | Fukushima          | 6            |                  |                  | Fukushima       | 4             |  |  |            |            |          |          |        |        |
|  | Fukushima          | 6            |                  |                  |                 |               |  |  |            |            |          |          |        |        |
|  | Hyōgo Harima       | 1            |                  |                  |                 |               |  |  |            |            |          |          |        |        |

### Kanada
Das Turnier fand vom 7. bis 14. August 2010 in Ancaster, Ontario statt.

#### Vorrunde
| Platz | Stadt                               | Mannschaft             | W-L |
| ----- | ----------------------------------- | ---------------------- | --- |
| 1.    | Vancouver (Region British Columbia) | Little Mountain        | 5–0 |
| 2.    | Ancaster (Gastgeber)                | Ancaster               | 3–2 |
| 3.    | Calgary (Region Prärie)             | Rocky Mountain         | 3–2 |
| 4.    | Windsor (Region Ontario)            | Windsor South Canadian | 3–2 |
| 5.    | Glace Bay (Region Atlantik)         | Glace Bay              | 1–4 |
| 6.    | Montreal (Region Québec)            | Notre-Dame-de-Grace    | 0–5 |

| Datum      | Zeit  | Stadion                      | Begegnung        | Begegnung | Begegnung | Ergebnis |
| ---------- | ----- | ---------------------------- | ---------------- | --------- | --------- | -------- |
| 7. August  | 12:00 | Erindale Springfield Stadium | Gastgeber        | –         | Atlantik  | 8:3      |
| 7. August  | 15:00 | Erindale Springfield Stadium | Québec           | –         | Ontario   | 5:6      |
| 7. August  | 18:00 | Erindale Springfield Stadium | British Columbia | –         | Prärie    | 14:2     |
| 8. August  | 12:00 | Erindale Springfield Stadium | Atlantik         | –         | Ontario   | 6:19     |
| 8. August  | 15:00 | Erindale Springfield Stadium | British Columbia | –         | Gastgeber | 11:1     |
| 8. August  | 18:00 | Erindale Springfield Stadium | Prärie           | –         | Québec    | 13:6     |
| 9. August  | 12:00 | Erindale Springfield Stadium | Prärie           | –         | Ontario   | 8:4      |
| 9. August  | 15:00 | Erindale Springfield Stadium | British Columbia | –         | Atlantik  | 18:6     |
| 9. August  | 18:00 | Erindale Springfield Stadium | Gastgeber        | –         | Québec    | 19:4     |
| 10. August | 12:00 | Erindale Springfield Stadium | British Columbia | –         | Québec    | 16:0     |
| 10. August | 15:00 | Erindale Springfield Stadium | Prärie           | –         | Atlantik  | 11:6     |
| 10. August | 18:00 | Erindale Springfield Stadium | Gastgeber        | –         | Ontario   | 1:2      |
| 11. August | 12:00 | Erindale Springfield Stadium | Atlantik         | –         | Québec    | 10:0     |
| 11. August | 15:00 | Erindale Springfield Stadium | British Columbia | –         | Ontario   | 10:2     |
| 10. August | 18:00 | Erindale Springfield Stadium | Prärie           | –         | Gastgeber | 3:7      |

#### Playoff
|  | Halbfinale         | Halbfinale |                    |             | Finale     | Finale     |
|  |                    |            |                    |             |            |            |
|  | 12. August         |            |                    |             |            |            |
|  | 1 British Columbia | 7          |                    |             |            |            |
|  | 4 Ontario          | 1          |                    |             | 13. August | 13. August |
|  |                    |            | 1 British Columbia | 13          |            |            |
|  | 12. August         | 12. August |                    | 2 Gastgeber | 1          |            |
|  | 3 Prärie           | 2          |                    |             |            |            |
|  | 2 Gastgeber        | 8          |                    |             |            |            |
|  |                    |            |                    |             |            |            |

### Karibik
Das Turnier fand vom 3. bis 10. Juli 2010 in Humacao, Puerto Rico statt.

#### Vorrunde

##### Gruppe A
| Platz | Stadt       | Mannschaft         | W-L |
| ----- | ----------- | ------------------ | --- |
| 1.    | Oranjestad  | Aruba North        | 4–0 |
| 2.    | Manatí      | Jose M. Rodriguez  | 3–1 |
| 3.    | Saint Croix | Elmo Plaskett East | 2–2 |
| 4.    | Philipsburg | Sint Maarten       | 1–3 |
| 5.    | Kralendijk  | Bonaire            | 0–4 |

| Datum   | Zeit  | Stadion                   | Begegnung    | Begegnung | Begegnung    | Ergebnis |
| ------- | ----- | ------------------------- | ------------ | --------- | ------------ | -------- |
| 3. Juli | 10:00 | Tejas Little League Field | St. Croix    | –         | Aruba        | 0:17     |
| 3. Juli | 15:30 | Tejas Little League Field | Puerto Rico  | –         | Sint Maarten | 0:17     |
| 4. Juli | 10:00 | Tejas Little League Field | Sint Maarten | –         | St. Croix    | 8:9 (7)  |
| 4. Juli | 16:00 | Tejas Little League Field | Puerto Rico  | –         | Bonaire      | 10:0 (4) |
| 5. Juli | 10:00 | Tejas Little League Field | Sint Maarten | –         | Bonaire      | 3:1      |
| 5. Juli | 16:00 | Tejas Little League Field | Puerto Rico  | –         | Aruba        | 23:0     |
| 7. Juli | 10:00 | Tejas Little League Field | Aruba        | –         | Bonaire      | 15:1     |
| 7. Juli | 16:00 | Tejas Little League Field | Puerto Rico  | –         | St. Croix    | 7:1      |
| 8. Juli | 10:00 | Tejas Little League Field | Sint Maarten | –         | Aruba        | 1:19     |
| 8. Juli | 16:00 | Tejas Little League Field | St. Croix    | –         | Bonaire      | 12:3     |

##### Gruppe B
| Platz | Stadt         | Mannschaft           | W-L |
| ----- | ------------- | -------------------- | --- |
| 1.    | Humacao*      | Miguel Luzunaris     | 4–0 |
| 2.    | Santo Domingo | Virgilio Jimenez     | 3–1 |
| 3.    | Willemstad    | Pariba               | 2–2 |
| 4.    | St. Thomas    | Elrod Hendricks West | 1–3 |
| 5.    | George Town   | Grand Cayman Island  | 0–4 |

* Gastgeber
| Datum   | Zeit  | Stadion                   | Begegnung               | Begegnung | Begegnung               | Ergebnis |
| ------- | ----- | ------------------------- | ----------------------- | --------- | ----------------------- | -------- |
| 3. Juli | 13:00 | Tejas Little League Field | Dominikanische Republik | –         | Cayman Islands          | 13:1     |
| 3. Juli | 19:00 | Tejas Little League Field | Gastgeber               | –         | Curaçao                 | 9:1      |
| 4. Juli | 13:00 | Tejas Little League Field | Curaçao                 | –         | Dominikanische Republik | 1:8      |
| 4. Juli | 19:00 | Tejas Little League Field | Gastgeber               | –         | St. Thomas              | 4:1      |
| 5. Juli | 13:00 | Tejas Little League Field | Curaçao                 | –         | St. Thomas              | 10:0     |
| 5. Juli | 19:00 | Tejas Little League Field | Gastgeber               | –         | Cayman Islands          | 24:4     |
| 7. Juli | 13:00 | Tejas Little League Field | Cayman Islands          | –         | St. Thomas              | 1:14     |
| 7. Juli | 19:00 | Tejas Little League Field | Gastgeber               | –         | Dominikanische Republik | 3:0      |
| 8. Juli | 13:00 | Tejas Little League Field | Curaçao                 | –         | Cayman Islands          | 4:0      |
| 8. Juli | 19:00 | Tejas Little League Field | Dominikanische Republik | –         | St. Thomas              | 10:8     |

#### Playoff
|  | Halbfinale                 | Halbfinale     |                            |    | Finale   | Finale   |
|  |                            |                |                            |    |          |          |
|  | A1 Aruba                   | 5              |                            |    |          |          |
|  | B2 Dominikanische Republik | 2              |                            |    |          |          |
|  | 9. Juli                    |                |                            |    |          |          |
|  |                            |                | 10. Juli                   |    |          |          |
|  | A1 Aruba                   | 2              |                            |    |          |          |
|  |                            | A2 Puerto Rico | 8                          |    |          |          |
|  |                            |                |                            |    |          |          |
|  | Trost-Spiel                |                |                            |    |          |          |
|  | 9. Juli                    | 9. Juli        | B2 Dominikanische Republik | 6  |          |          |
|  | B1 Gastgeber               | 1              | B1 Gastgeber               | 13 |          |          |
|  | A2 Puerto Rico             | 6              |                            |    | 10. Juli | 10. Juli |

### Lateinamerika
Das Turnier fand vom 25. bis 31. Juli 2010 in Guatemala-Stadt, Guatemala statt.

#### Vorrunde

##### Gruppe A
| Platz | Stadt            | Mannschaft                           | W-L |
| ----- | ---------------- | ------------------------------------ | --- |
| 1.    | Cartagena        | Falcon                               | 3–0 |
| 2.    | San Salvador     | FESA                                 | 2–1 |
| 3.    | Guatemala-Stadt* | Liga Pequena Javier De Baseball      | 1–2 |
| 4.    | Guatemala-Stadt  | Liga Pequeña de Beisbol de Guatemala | 0–3 |

* Gastgeber
| Datum    | Zeit  | Stadion | Begegnung | Begegnung | Begegnung   | Ergebnis |
| -------- | ----- | ------- | --------- | --------- | ----------- | -------- |
| 25. Juli | 15:00 |         | Gastgeber | –         | Guatemala   | 12:2     |
| 26. Juli | 12:00 |         | Guatemala | –         | Kolumbien   | 0:18     |
| 26. Juli | 15:00 |         | Gastgeber | –         | El Salvador | 8:10     |
| 27. Juli | 14:30 |         | Kolumbien | –         | El Salvador | 13:8     |
| 28. Juli | 09:00 |         | Guatemala | –         | El Salvador | 8:18     |
| 28. Juli | 12:00 |         | Gastgeber | –         | Kolumbien   | 4:6      |

##### Gruppe B
| Platz | Stadt         | Mannschaft               | W-L |
| ----- | ------------- | ------------------------ | --- |
| 1.    | Chitré        | Chitré                   | 3–0 |
| 2.    | Puerto Ordaz  | CVC Ferominera           | 2–1 |
| 3.    | Chinandega    | Chinandega               | 1–2 |
| 4.    | Santo Domingo | Santa Domingo de Heredia | 0–3 |

| Datum    | Zeit  | Stadion | Begegnung | Begegnung | Begegnung  | Ergebnis |
| -------- | ----- | ------- | --------- | --------- | ---------- | -------- |
| 25. Juli | 17:00 |         | Venezuela | –         | Nicaragua  | 5:3      |
| 26. Juli | 11:00 |         | Nicaragua | –         | Panama     | 3:8      |
| 26. Juli | 18:00 |         | Venezuela | –         | Costa Rica | 20:2     |
| 27. Juli | 12:00 |         | Panama    | –         | Costa Rica | 19:0     |
| 28. Juli | 09:00 |         | Nicaragua | –         | Costa Rica | 10:0     |
| 28. Juli | 09:00 |         | Venezuela | –         | Panama     | 0:8      |

#### Playoff
|  | Halbfinale     | Halbfinale |                |   | Finale   | Finale   |
|  |                |            |                |   |          |          |
|  | A1 Kolumbien   | 8          |                |   |          |          |
|  | B2 Venezuela   | 3          |                |   |          |          |
|  | 22. Juli       |            |                |   |          |          |
|  |                |            | 23. Juli       |   |          |          |
|  | A1 Kolumbien   | 2          |                |   |          |          |
|  |                | B1 Panama  | 8              |   |          |          |
|  |                |            |                |   |          |          |
|  | Trost-Spiel    |            |                |   |          |          |
|  | 22. Juli       | 22. Juli   | B2 Venezuela   | 5 |          |          |
|  | B1 Panama      | 3          | A2 El Salvador | 3 |          |          |
|  | A2 El Salvador | 2          |                |   | 23. Juli | 23. Juli |

### Mexiko
Das Turnier fand vom 20. bis 29. Juli 2010 in Monterrey, Nuevo León statt.

#### Vorrunde

##### Gruppe A
| Platz | Stadt                    | Mannschaft           | W-L |
| ----- | ------------------------ | -------------------- | --- |
| 1.    | Guaymas                  | Guaymas Sector Pesca | 4–1 |
| 2.    | Boca del Río             | Beto Avila           | 3–2 |
| 3.    | Matamoros                | Villa Del Refugio    | 3–2 |
| 4.    | Juárez                   | El Granjero          | 3–2 |
| 5.    | San Nicolás de los Garza | San Nicholas         | 2–3 |
| 6.    | Saltillo                 | Saltillo             | 0–5 |

| Datum    | Zeit  | Stadion            | Begegnung                | Begegnung | Begegnung                | Ergebnis |
| -------- | ----- | ------------------ | ------------------------ | --------- | ------------------------ | -------- |
| 20. Juli | 09:00 | Estadio de Béisbol | Boca del Río             | –         | Guaymas                  | 5:6      |
| 20. Juli | 12:00 | Estadio de Béisbol | Matamoros                | –         | Juárez                   | 7:2      |
| 20. Juli | 15:00 | Estadio de Béisbol | San Nicolás de los Garza | –         | Saltillo                 | 11:0     |
| 21. Juli | 09:00 | Estadio de Béisbol | Saltillo                 | –         | Matamoros                | 2:4      |
| 21. Juli | 12:00 | Estadio de Béisbol | Boca del Río             | –         | Saltillo                 | 13:1     |
| 21. Juli | 15:00 | Estadio de Béisbol | Guaymas                  | –         | Juárez                   | 1:2      |
| 21. Juli | 17:00 | Estadio de Béisbol | Boca del Río             | –         | San Nicolás de los Garza | 2:0      |
| 22. Juli | 09:00 | Estadio de Béisbol | Guaymas                  | –         | Saltillo                 | 8:2      |
| 22. Juli | 12:00 | Estadio de Béisbol | Matamoros                | –         | Guaymas                  | 0:7      |
| 22. Juli | 15:00 | Estadio de Béisbol | Juárez                   | –         | Boca del Río             | 2:1      |
| 22. Juli | 17:00 | Estadio de Béisbol | San Nicolás de los Garza | –         | Matamoros                | 0:2      |
| 23. Juli | 09:00 | Estadio de Béisbol | San Nicolás de los Garza | –         | Guaymas                  | 5:6      |
| 23. Juli | 12:00 | Estadio de Béisbol | Juárez                   | –         | Saltillo                 | 5:2      |
| 23. Juli | 15:00 | Estadio de Béisbol | Boca del Río             | –         | Matamoros                | 9:1      |
| 23. Juli | 17:00 | Estadio de Béisbol | Juárez                   | –         | San Nicolás de los Garza | 0:3      |

##### Gruppe B
| Platz | Stadt                    | Mannschaft        | W-L |
| ----- | ------------------------ | ----------------- | --- |
| 1.    | Nuevo Laredo             | Oriente           | 5–0 |
| 2.    | Juárez                   | Satelite          | 3–2 |
| 3.    | Mexicali                 | Felix Arce        | 3–2 |
| 4.    | San Nicolás de los Garza | Las Puentes       | 3–2 |
| 5.    | Guadalajara              | Guadalajara Sutaj | 1–4 |
| 6.    | Mexiko-Stadt             | Maya              | 0–5 |

| Datum    | Zeit  | Stadion            | Begegnung                | Begegnung | Begegnung                | Ergebnis |
| -------- | ----- | ------------------ | ------------------------ | --------- | ------------------------ | -------- |
| 20. Juli | 09:00 | Estadio de Béisbol | Mexiko-Stadt             | –         | Juárez                   | 2:3      |
| 20. Juli | 12:00 | Estadio de Béisbol | Guadalajara              | –         | Nuevo Laredo             | 0:10     |
| 20. Juli | 15:00 | Estadio de Béisbol | Mexicali                 | –         | San Nicolás de los Garza | 2:1      |
| 21. Juli | 09:00 | Estadio de Béisbol | Mexicali                 | –         | Guadalajara              | 4:3      |
| 21. Juli | 12:00 | Estadio de Béisbol | Mexiko-Stadt             | –         | Mexicali                 | 8:9      |
| 21. Juli | 15:00 | Estadio de Béisbol | Juárez                   | –         | Nuevo Laredo             | 2:6      |
| 21. Juli | 17:00 | Estadio de Béisbol | Mexiko-Stadt             | –         | San Nicolás de los Garza | 0:5      |
| 22. Juli | 09:00 | Estadio de Béisbol | Juárez                   | –         | Mexicali                 | 5:0      |
| 22. Juli | 12:00 | Estadio de Béisbol | Guadalajara              | –         | Juárez                   | 1:5      |
| 22. Juli | 15:00 | Estadio de Béisbol | Nuevo Laredo             | –         | Mexiko-Stadt             | 1:0      |
| 22. Juli | 17:00 | Estadio de Béisbol | San Nicolás de los Garza | –         | Guadalajara              | 8:1      |
| 23. Juli | 09:00 | Estadio de Béisbol | San Nicolás de los Garza | –         | Juárez                   | 4:1      |
| 23. Juli | 12:00 | Estadio de Béisbol | Nuevo Laredo             | –         | Mexicali                 | 7:3      |
| 23. Juli | 15:00 | Estadio de Béisbol | Mexiko-Stadt             | –         | Guadalajara              | 2:10     |
| 23. Juli | 17:00 | Estadio de Béisbol | Nuevo Laredo             | –         | San Nicolás de los Garza | 9:6      |

#### Playoff
|                | Erste Runde       | Erste Runde    | Erste Runde  |                   |                   | Zweite Runde  | Zweite Runde | Zweite Runde |               |                   | Dritte Runde | Dritte Runde | Dritte Runde |  |  | Halbfinale | Halbfinale | Halbfinale |  |  | Finale | Finale | Finale | Finale |
|                |                   |                |              |                   |                   |               |              |              |               |                   |              |              |              |  |  |            |            |            |  |  |        |        |        |        |
|                | Spiel 1           |                |              |                   |                   |               |              |              |               |                   |              |              |              |  |  |            |            |            |  |  |        |        |        |        |
|                | Juárez (B2)       | 5              |              |                   |                   |               |              |              |               |                   |              |              |              |  |  |            |            |            |  |  |        |        |        |        |
|                | Matamoros (A3)    | 1              |              |                   | Spiel 3           | Spiel 3       | Spiel 3      |              |               |                   |              |              |              |  |  |            |            |            |  |  |        |        |        |        |
|                |                   |                |              | Juárez (B2)       | 6                 |               |              |              |               |                   |              |              |              |  |  |            |            |            |  |  |        |        |        |        |
|                |                   |                | Guaymas (A1) | 3                 |                   |               |              |              |               |                   |              |              |              |  |  |            |            |            |  |  |        |        |        |        |
| Siegerrunde    | Siegerrunde       | Siegerrunde    | Spiel 5      | Spiel 5           | Spiel 5           |               |              |              |               |                   |              |              |              |  |  |            |            |            |  |  |        |        |        |        |
| Siegerrunde    | Siegerrunde       | Siegerrunde    |              | Juárez (B2)       | 4                 |               |              |              |               |                   |              |              |              |  |  |            |            |            |  |  |        |        |        |        |
| Siegerrunde    | Siegerrunde       | Siegerrunde    |              |                   | Nuevo Laredo (B1) | 3             |              |              |               |                   |              |              |              |  |  |            |            |            |  |  |        |        |        |        |
| Siegerrunde    | Siegerrunde       | Siegerrunde    |              |                   |                   |               |              |              |               |                   |              |              |              |  |  |            |            |            |  |  |        |        |        |        |
| Spiel 4        |                   |                |              |                   |                   |               |              |              |               |                   |              |              |              |  |  |            |            |            |  |  |        |        |        |        |
|                | Nuevo Laredo (B1) | 1              |              |                   |                   |               |              |              |               |                   |              |              |              |  |  |            |            |            |  |  |        |        |        |        |
| Spiel 2        | Spiel 2           | Spiel 2        |              |                   |                   | Mexicali (B3) | 0            |              |               |                   |              |              |              |  |  |            |            |            |  |  |        |        |        |        |
|                | Boca del Río (A2) | 0              |              |                   |                   |               |              |              |               |                   |              |              |              |  |  |            |            |            |  |  |        |        |        |        |
|                | Mexicali (B3)     | 7              |              |                   |                   | Juárez (B2)   | 0            | 1            |               |                   |              |              |              |  |  |            |            |            |  |  |        |        |        |        |
|                |                   |                |              |                   | Nuevo Laredo (B1) | 7             | 3            |              |               |                   |              |              |              |  |  |            |            |            |  |  |        |        |        |        |
|                |                   |                |              |                   |                   |               |              |              |               |                   |              |              |              |  |  |            |            |            |  |  |        |        |        |        |
|                | Matamoros (A3)    | 1              |              |                   |                   |               |              |              |               |                   |              |              |              |  |  |            |            |            |  |  |        |        |        |        |
|                | Boca del Río (A2) | 5              |              |                   |                   |               |              |              |               |                   |              |              |              |  |  |            |            |            |  |  |        |        |        |        |
| Verliererrunde | Verliererrunde    | Verliererrunde |              | Boca del Río (A2) | 1                 |               |              |              |               |                   |              |              |              |  |  |            |            |            |  |  |        |        |        |        |
| Verliererrunde | Verliererrunde    | Verliererrunde |              |                   | Mexicali (B3)     | 9             |              |              |               | Nuevo Laredo (B1) | 4            |              |              |  |  |            |            |            |  |  |        |        |        |        |
|                | Guaymas (A1)      | 6              |              |                   |                   |               |              |              | Mexicali (B3) | 2                 |              |              |              |  |  |            |            |            |  |  |        |        |        |        |
|                | Mexicali (B3)     | 7              |              |                   |                   |               |              |              |               |                   |              |              |              |  |  |            |            |            |  |  |        |        |        |        |

### Mittlerer Osten - Afrika
Das Turnier fand vom 21. bis 24. Juli 2010 in Kutno, Polen statt.

#### Vorrunde
| Platz | Stadt    | Mannschaft           | W-L |
| ----- | -------- | -------------------- | --- |
| 1.    | Dhahran  | Arabian American     | 3–1 |
| 2.    | Kuwait   | Kuwait               | 3–1 |
| 3.    | Kampala  | Rev. John Foundation | 3–1 |
| 4.    | Dubai    | Dubai                | 1–3 |
| 5.    | Kapstadt | Cape Town            | 0–4 |

| Datum    | Zeit  | Stadion               | Begegnung     | Begegnung | Begegnung         | Ergebnis |
| -------- | ----- | --------------------- | ------------- | --------- | ----------------- | -------- |
| 21. Juli | 10:00 | Edward Piszek Stadium | Kuwait        | –         | Südafrika         | 6:2      |
| 21. Juli | 12:30 | Edward Piszek Stadium | Saudi-Arabien | –         | Arabische Emirate | 8:4      |
| 21. Juli | 16:30 | Edward Piszek Stadium | Südafrika     | –         | Uganda            | 4:11     |
| 22. Juli | 10:00 | Edward Piszek Stadium | Uganda        | –         | Arabische Emirate | 13:3     |
| 22. Juli | 12:30 | Edward Piszek Stadium | Kuwait        | –         | Saudi-Arabien     | 4:10     |
| 22. Juli | 16:00 | Edward Piszek Stadium | Südafrika     | –         | Arabische Emirate | 4:17     |
| 22. Juli | 18:30 | Edward Piszek Stadium | Uganda        | –         | Saudi-Arabien     | 9:3      |
| 23. Juli | 10:00 | Edward Piszek Stadium | Kuwait        | –         | Arabische Emirate | 12:2     |
| 23. Juli | 12:30 | Edward Piszek Stadium | Südafrika     | –         | Saudi-Arabien     | 0:2      |
| 23. Juli | 15:00 | Edward Piszek Stadium | Uganda        | –         | Kuwait            | 6:9      |

#### Playoff
|  | Finale        |    |
|  |               |    |
|  | 24. Juli      |    |
|  | Saudi-Arabien | 12 |
|  | Kuwait        | 0  |

|  | Trost-Spiel       |   |
|  |                   |   |
|  | 24. Juli          |   |
|  | Uganda            | 7 |
|  | Arabische Emirate | 1 |